# Drgania shimmy
Drgania shimmy – samowzbudne drgania ustalone, występujące w skrętnym zawieszeniu pojazdu. Składają się na nie zwykle drgania kół wokół osi pionowej i obroty przedniej osi z kołami wokół osi podłużnej pojazdu. Shimmy powoduje powstawanie dużych dynamicznych obciążeń w elementach zawieszenia i układzie kierowniczym, co może doprowadzić do utraty sterowności pojazdu.

## Opis
Wielu autorów badało to zjawisko z teoretycznego punktu widzenia. Pierwsze próby okazały się jednak bezowocne, gdyż początkowo uważano, że shimmy jest wynikiem działania zewnętrznej siły wymuszającej (nierówności drogi, niewyważenie kół itp.) i efektu żyroskopowego kół wzmacniającego się w rezonansie.
Takie tłumaczenie było jednakże nieuzasadnione chociażby dlatego, że zjawisko shimmy występowało także podczas jazdy po równej drodze i przy dobrym wyważeniu kół. Poprawiona teoria shimmy powstała dopiero wtedy, gdy wyjaśniono, że jest to zjawisko samowzbudne, powstające podczas przypadkowych wymuszeń wynikających z niestateczności układu. Podczas tego typu drgań koło porusza się po torze sinusoidalnym (gdzie oś X jest wyznaczana przez kierunek ruchu samolotu, motocykla itd.) z rosnącą amplitudą. Powoduje to zwiększające się zmiany nachylenia osi obrotu koła. Drgania shimmy bardzo często mylone są z niestatecznością pojazdu, do której mogą jedynie się przyczynić.

## Zapobieganie shimmy
W celu zapobieżenia występowaniu tego zjawiska w lotnictwie stosuje się amortyzatory hydrauliczne, zwane tłumikami drgań shimmy. Aktualnie w sportach motocyklowych stosuje się amortyzatory skrętu.